# Dryopteris clarkei
Dryopteris clarkei är en träjonväxtart som först beskrevs av Bak., och fick sitt nu gällande namn av O. Kze. Dryopteris clarkei ingår i släktet Dryopteris och familjen Dryopteridaceae. Inga underarter finns listade.